# Église Sainte-Foy de Morlaàs
Pour les articles homonymes, voir Église Sainte-Foy.
L’église Sainte-Foy se situe sur la commune de Morlaàs, dans le département français des Pyrénées-Atlantiques. Elle est classée monument historique le 2 avril 1979.

## Présentation

### Historique
Cet édifice religieux, fondée en 1080, est voulu par Centule V, vicomte de Béarn. Il témoigne de nos jours de la grandeur passée de Morlaàs, capitale du Béarn après Lescar détruite au IXe siècle.
L'église est dédiée à Sainte Foy, martyre du IIIe siècle et l'une des saintes les plus vénérées au Moyen Âge. Sa statue reliquaire se trouve dans l'abbatiale Sainte Foy de Conques (Aveyron).
Elle a subi une rénovation extérieure en 2010.

### Descriptif

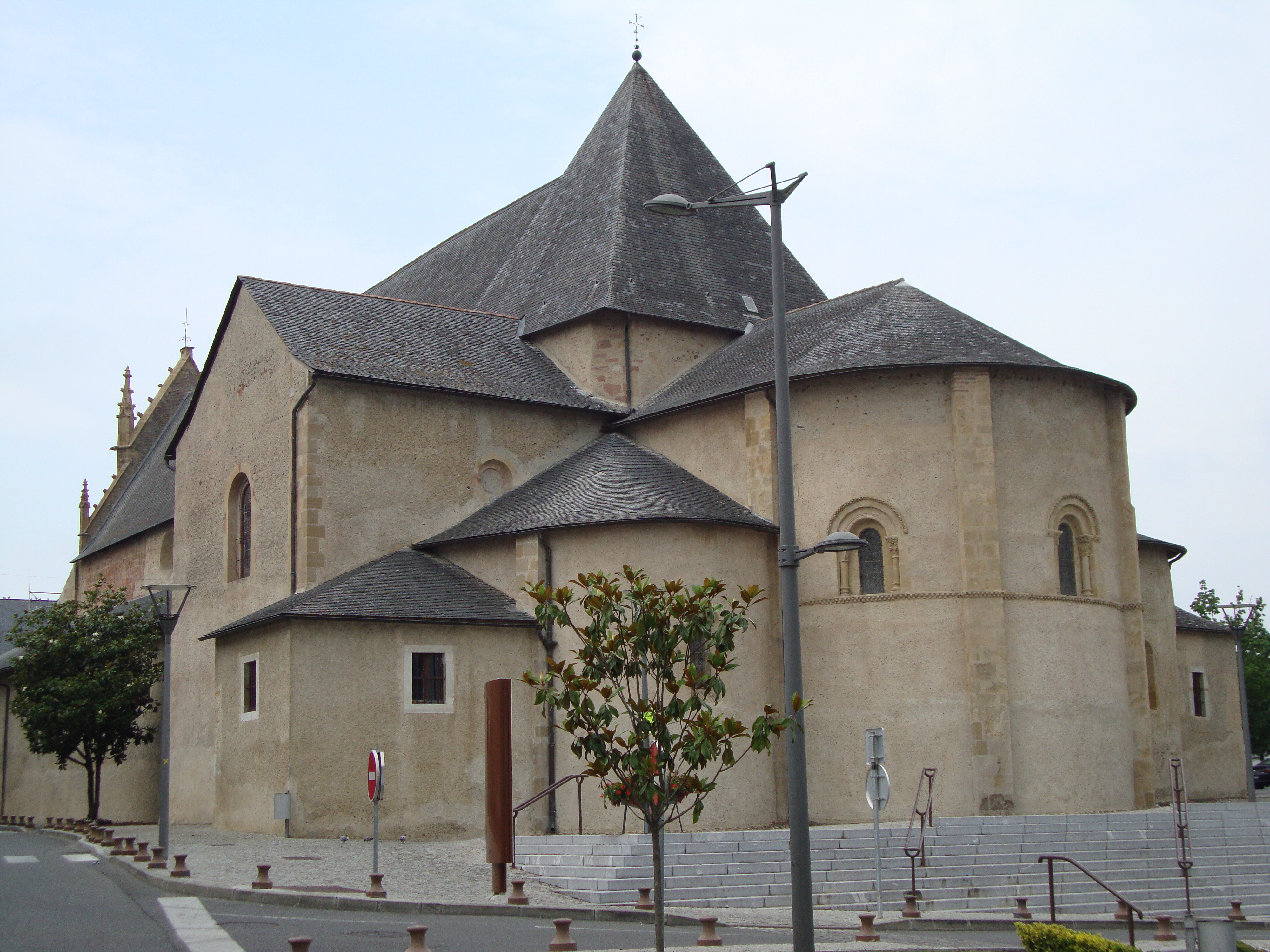
Église Ste-Foy côté chevet.

L’église Sainte-Foy de Morlaàs  présente un portail du plus grand intérêt : œuvre romane avec un tympan sculpté de type languedocien. La statuaire représente le Christ en majesté entouré des 24 vieillards de l'Apocalypse et des Apôtres dans les ébrasements du portail.
La restauration par Viollet le Duc a été décidée en 1857 et achevée en 1903.
On peut aussi noter une crypte romane sous le chœur.

## Galerie

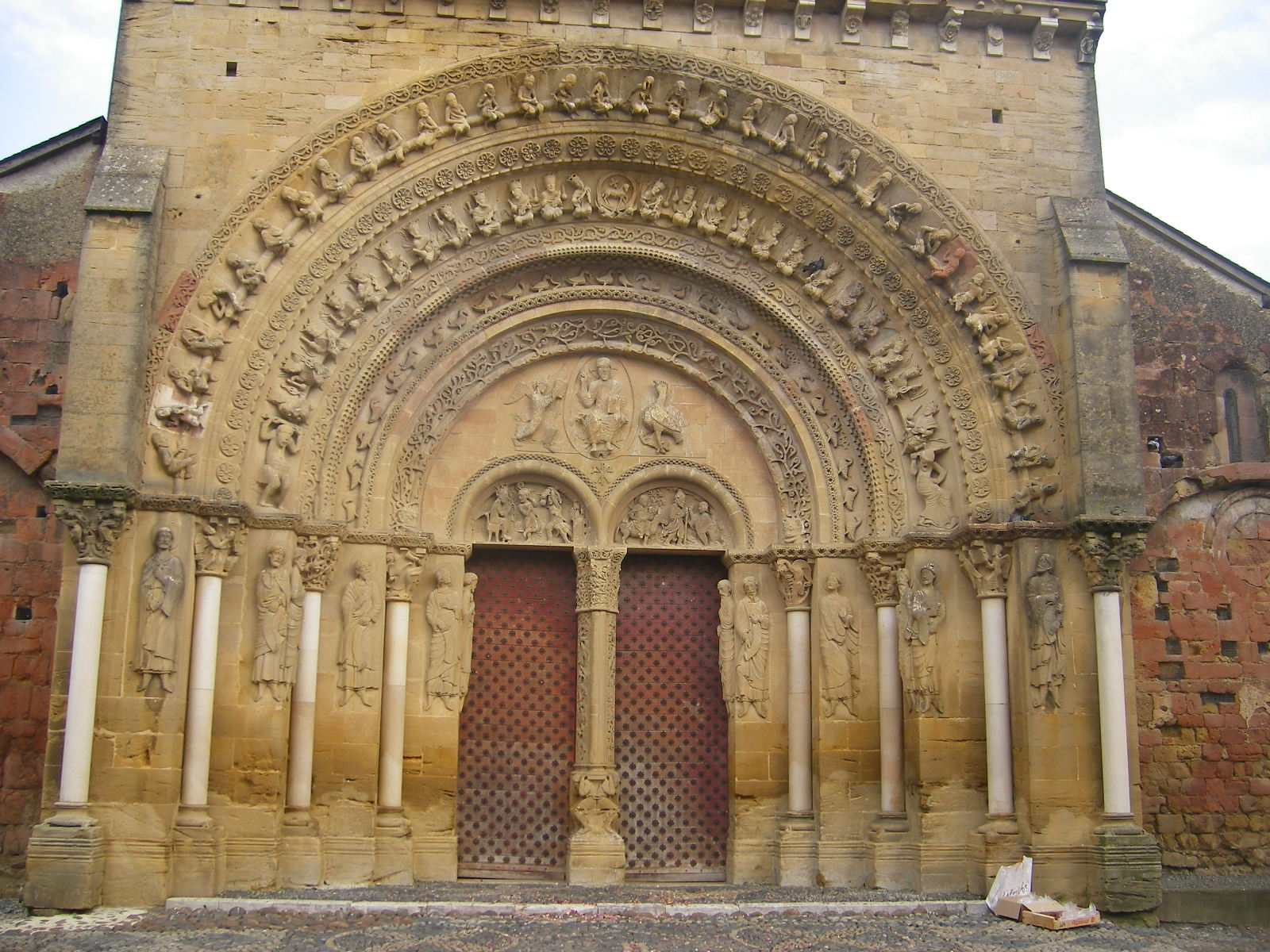
Portail de l'église Sainte-Foy de Morlaàs.
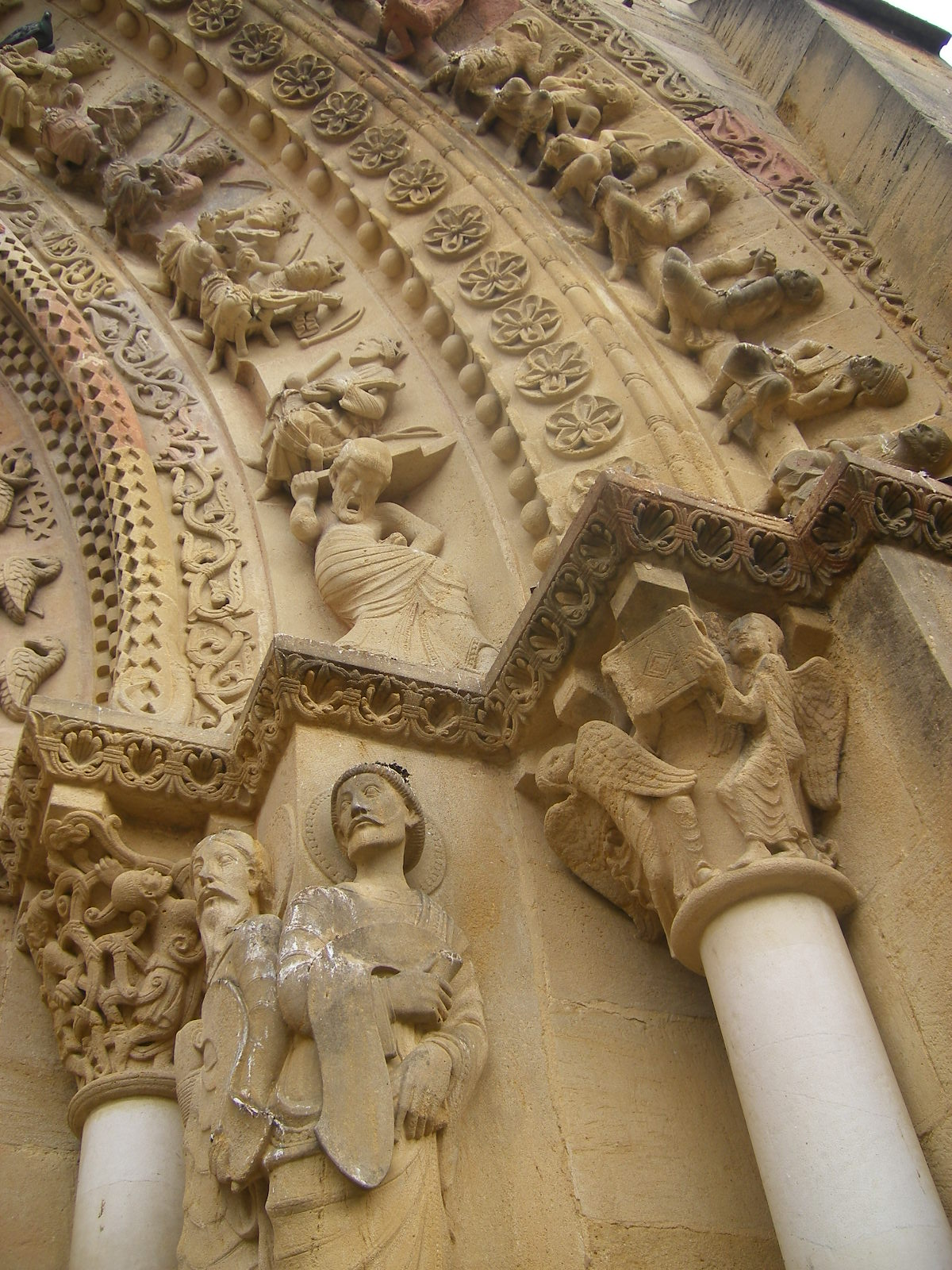
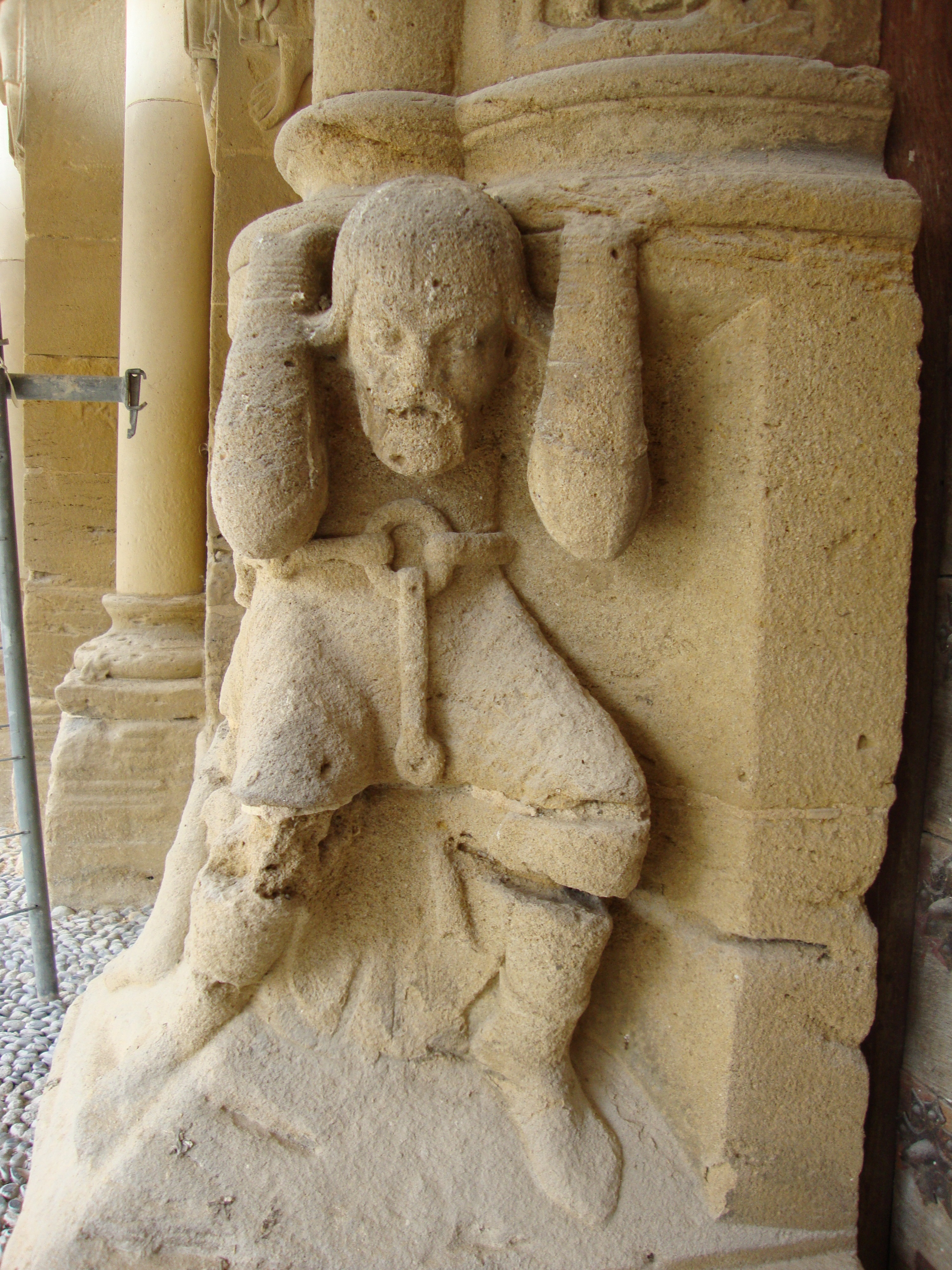